# Su vida privada
Su vida privada es una historieta publicada en 1998 del dibujante de cómics español Francisco Ibáñez perteneciente a la serie Mortadelo y Filemón.

## Trayectoria editorial
Publicada en 1998 en el n.º 75 de Magos del Humor y más tarde en el n.º 139 de la Colección Olé. Además, en la colección Súper Humor se publicó un álbum especial por el 40.º aniversario de los personajes que contenía esta historieta.

## Sinopsis
Para celebrar el 40.º aniversario de Mortadelo y Filemón, Ibáñez nos muestra en este álbum la cara oculta de los agentes de la T.I.A., fuera de la ya conocida organización durante sus múltiples misiones. Así pues, conocemos que viven juntos en una pensión que deja bastante que desear, que tienen aficiones incompatibles (por ejemplo, cuando Filemón colecciona sellos, Mortadelo ventiladores) y, en general, que su vida personal es tan desastrosa como la laboral.

## Comentarios
La historieta se realizó para conmemorar el 40.º aniversario de las historietas de los agentes. A Ibáñez no le convencía mucho mostrar la vida privada de sus personajes, porque era una nebulosa que le interesaba mantener. A partir de esta historieta algunos elementos pasan a formar parte de la continuidad de la serie, principalmente la desastrosa pensión El Calvario donde cohabitan los agentes. 
Ibáñez aprovechó el álbum para desmentir los rumores de homosexualidad de sus personajes, mostrando que sí quedan con mujeres, pero son tan catastróficos en su trato con las chicas como lo son en sus misiones. En la historieta realiza un cameo Chicha, el componente femenino de Chicha, Tato y Clodoveo, otra serie del mismo autor.